# Sven Nordgren
Sven Josef Nordgren, född den 15 maj 1895 i Gävle, död den 20 juni 1949 i Stockholm, var en svensk sjömilitär.
Nordgren avlade studentexamen i hemstaden 1913 och sjöofficersexamen 1916. Han blev fänrik vid flottan samma år och löjtnant 1918. Nordgren genomgick Sjökrigshögskolans allmänna kurs 1922–1923 och dess allmänna högre kurs 1924–1925. Han befordrades till kapten 1928, till kommendörkapten av andra graden 1938 och av första graden 1941. Nordgren tjänstgjorde i marinstaben 1935–1937 och i försvarsstaben 1937–1940. Han var lärare vid Sjökrigshögskolan 1936–1941 och samtidigt marinattaché i Finland, Estland, Lettland och Litauen 1936–1940. Nordgren var stabschef vid Ostkustens marindistrikt 1942–1943. Han blev kommendör 1944, var chef för Göteborgseskadern 1944–1945, flaggkapten hos chefen för kustflottan 1945–1946, chef för Norrlandskustens marindistrikt 1946–1947 och chef för Stockholmseskadern 1947–1948. Han var chef för skolavdelningen 1948–1949 och inspektör för torpedvapnet från hösten 1948 till sin död följande år. Nordgren invaldes som ledamot av Örlogsmannasällskapet 1936. Han blev riddare av Svärdsorden 1937 och av Vasaorden 1941. Nordgren är begravd på Djursholms begravningsplats.